# Bep Voskuijl

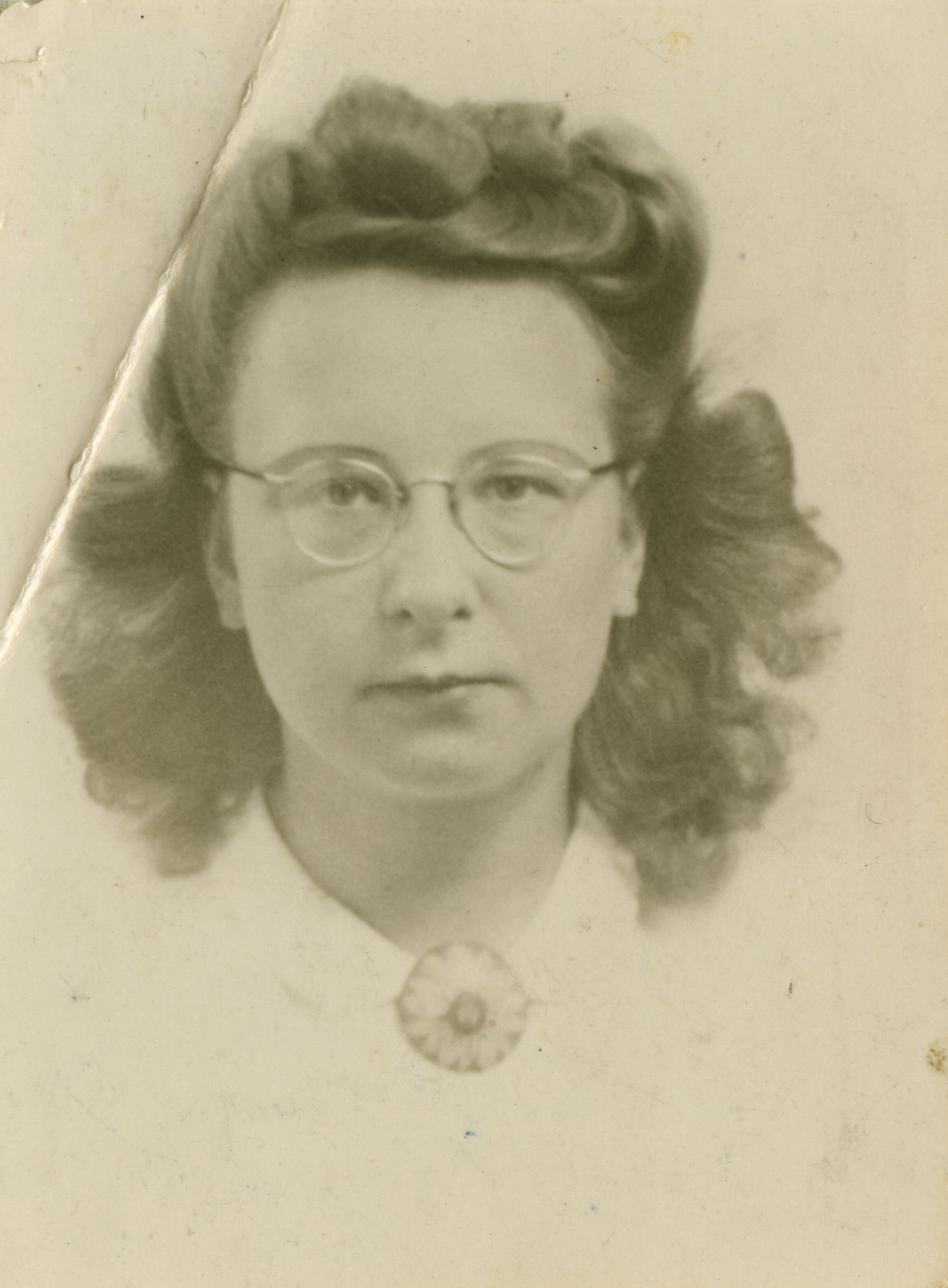
Bep Voskuijl

Elisabeth „Bep“ Voskuijl, später verh. van Wijk (* 5. Juli 1919 in Amsterdam; † 6. Mai 1983 ebenda), gehörte zu den Helfern der Familien Frank und van Pels sowie Fritz Pfeffers, als diese sich durch „Untertauchen“ vor den Besatzern der Niederlande zu retten versuchten, indem sie sich im heutigen Anne-Frank-Haus versteckten. Im Tagebuch der Anne Frank wird Bep Elly genannt.

## Leben

### Herkunft und Ausbildung
Bep wurde als älteste Tochter von Johannes Hendrik Voskuijl und seiner Frau in Amsterdam geboren. Zu ihren sieben jüngeren Geschwistern gehörten u. a. ihre Schwestern Willy, Nelly und Diny. Als Mitglieder der niederländisch-reformierten Kirche besuchten sie und ihre Geschwister christliche Schulen. Nach der Volksschule arbeitete sie zunächst als Dienstmädchen, später in einer Schneiderei und einem Restaurant. Ihrer Schwester Willy zufolge gefiel ihr diese Arbeit nicht, weshalb sie sich in Abendkursen zur Büroangestellten weiterbildete.
1937 wurde sie als Bürogehilfin in dem Unternehmen Opekta eingestellt, der Firma von Anne Franks Vater Otto Frank. Im Alter von 18 Jahren war sie die Jüngste in der gesamten Firma. Wenig später wurde auch ihr Vater als Lagerleiter angestellt. In der Firma lernte Bep die anderen, späteren Helfer der Familie Frank kennen: Johannes Kleiman, Miep Gies und Victor Kugler, die wie sie selbst alle Mitarbeiter der Unternehmen Opekta und Pectacon waren. Am 16. Juli 1941 nahm sie an der Hochzeitsfeier von Miep und Jan Gies teil.

### Helferin der Familie Frank
Als Otto Frank begann, das Hinterhaus der Firma als Versteck auszubauen, wusste Bep zunächst nichts davon. Eigenen Angaben zufolge sah sie zwar, dass regelmäßig Möbel ins Gebäude gebracht wurden, dachte aber nicht weiter darüber nach. Erst Ende Juni 1942 wurde sie von Otto Frank eingeweiht und sagte wie ihre Kollegen der Familie ihre Hilfe zu. Die Beteiligten handelten unter Lebensgefahr, da sie mit der angedrohten Todesstrafe der Besatzungsmacht rechnen mussten. Beps Aufgabe bestand darin, die vom Milchmann im Büro abgelieferte Milch zu den Versteckten ins Hinterhaus zu schmuggeln. Außerdem buchte sie unter ihrem eigenen Namen Fernkurse für Margot und Anne Frank, u. a. Stenografie und Latein. Sie nahm oft Mahlzeiten mit den Untergetauchten im Hinterhaus ein. In einem Interview 1960 sagte sie dem niederländischen Magazin Rosita:

„Einmal übernachtete ich im Hinterhaus. Ehrlich gesagt, ich fürchtete mich schrecklich. Sobald ich einen Ast knarren oder ein Auto über den Kanal fahren hörte, bekam ich Angst. Ich war dankbar, als der Morgen kam und ich wieder an die Arbeit gehen konnte. Erst jetzt verstehe ich, was die Familie Frank durchgemacht hat und unter welcher Spannung sie gelebt haben müssen.“

Zu der fast zehn Jahre jüngeren Anne Frank entwickelte Bep ein sehr herzliches Verhältnis. Durch ihren krebskranken Vater und eine unglückliche Liebesbeziehung hatte Bep viele Sorgen und sprach sich gerne bei Anne aus. Eigenen Angaben zufolge war Anne für sie wie eine jüngere Schwester, „manchmal beinahe mütterlich“. Anne beschrieb Bep als „fröhlich und gut gelaunt, willig und gutmütig“. Obwohl sie Annes Bitten, eine ihrer Kurzgeschichten unter ihrem Namen an eine Zeitung zu schicken, nie nachkam, legte Bep ihr regelmäßig Durchschlagpapier aus dem Bürobestand beiseite. Auch gab sie ihr abgelegte Kleidungsstücke, da Anne aus ihren mitgebrachten Sachen schnell heraus wuchs.
Im Juli 1944 wurde Bep von Lena Hartog-van Bladeren angesprochen, einer Putzfrau der Firma, ob sie wüsste, dass im Haus Juden versteckt wären. Ihr Mann Lammert Hartog arbeitete als Lagergehilfe und sie fürchtete, dass er als Mitwisser ebenfalls in Lebensgefahr war. Bep informierte daraufhin sofort Victor Kugler, dennoch kannten sie keine Alternative zum Versteck in der Prinsengracht. Wenig später, am 4. August 1944, war Bep dabei, als die Gestapo kam, um die Versteckten zu verhaften. Während sie im Hinterhaus waren, steckte Kleiman der aufgelösten Bep heimlich seine Brieftasche zu und schickte sie mit einer Nachricht an seine Frau fort. Einem befreundeten Drogisten, dem sie Kleimans Brieftasche zur Aufbewahrung gab, erzählte Bep, ihre Kollegen hätten entgegen der Anordnung der Besatzungsmacht ein Radio behalten und wären erwischt worden. Nach der Verhaftung der Familien Frank und van Pels und von Fritz Pfeffer und deren Deportation half sie Miep Gies dabei, das nach Kriegsende berühmte Tagebuch der Anne Frank zu verstecken.
Obwohl Bep selbst stets den Lagerleiter van Maaren als Verräter der Franks verdächtigte, könnte auch ihre Schwester Nelly zu ihrer Entdeckung beigetragen haben. In Beps Biografie, geschrieben von Jeroen de Bruyn und Beps Sohn Joop van Wijk, wird erwähnt, dass Nelly vier Jahre lang, zwischen ihrem 19. und 23. Lebensjahr, mit den Nazis kollaborierte. So soll sie ihrem Vater und Bep einmal gesagt haben, „Dann geht doch, geht zu euren Juden!“, obwohl sie offiziell von ihnen nichts wusste. Auch war die Stimme am Telefon, die den Deutschen das Versteck verriet, weiblich. Dennoch gibt es nach wie vor keine eindeutigen Beweise.

### Nachkriegszeit
Im November 1945 starb Beps Vater und Otto Frank, der einzige Überlebende der Untergetauchten, nahm an seiner Bestattung am 1. Dezember teil. Am 15. Mai 1946 heiratete Bep Cor van Wijk, mit dem sie die Kinder Ton, Cor, Joop und Anne-Marie hatte. Ein Jahr nach ihrer Hochzeit verließ sie Opekta. Im Jahr 1959 sagte sie vor dem Landgericht Lübeck aus und bestätigte die Echtheit von Anne Franks Tagebuch. Den Kontakt zu Otto Frank hielt Bep 35 Jahre lang aufrecht, ein Großteil ihrer Korrespondenz mit ihm fehlt jedoch. De Bruyn und van Wijk vermuten, dass in den fehlenden Briefen Bezug auf Nelly genommen wurde, deren Kollaboration für Bep vermutlich sehr schmerzlich war. Otto Frank hinterließ ihr, genau wie Miep und Jan Gies, 10.000 Franken.
Im Zuge der Ermittlungen gegen Lammert Hartog und seine Frau im Jahr 1948 wurde Bep nicht als Zeugin befragt, was Miep Gies als „groben Fehler der Polizei“ bezeichnete. Lena Hartog-van Bladeren verschwieg der Polizei, dass sie bereits im Juni 1944 von den Untergetauchten gewusst hatte, starb jedoch wenige Monate, bevor der Fall wieder aufgerollt wurde. Im Zuge dieser Ermittlungen gegen den Lagerleiter van Maaren sagte Bep 1963 als Zeugin aus, wurde jedoch erneut nicht zu den Hartogs befragt. Zeit ihres Lebens gab sie nur sehr ungern Interviews über ihre Zeit im Widerstand.
Sie starb im Alter von 63 Jahren an einem Nierenleiden.

## Ehrung
1971 wurde Bep Voskuijl im Gedenkort an die Shoa, Yad Vashem, in Israel mit dem Titel „Gerechter unter den Völkern“ geehrt.